# Tetraponera siggi
Tetraponera siggi är en myrart som först beskrevs av Auguste-Henri Forel 1902.  Tetraponera siggi ingår i släktet Tetraponera och familjen myror.

## Underarter
Arten delas in i följande underarter:
- T. s. nebulosa
- T. s. setifera
- T. s. siggi